# مو قرمزی
مو قرمزی (انگلیسی: Red Hair) یک فیلم صامت است به کارگردانی کلارنس جی. بدجر که در سال ۱۹۲۸ منتشر شد.
از بازیگران آن می‌توان به کلارا باو، لین چندلر، ویلیام آستین، و گری کوپر اشاره کرد.